# 무선 충전

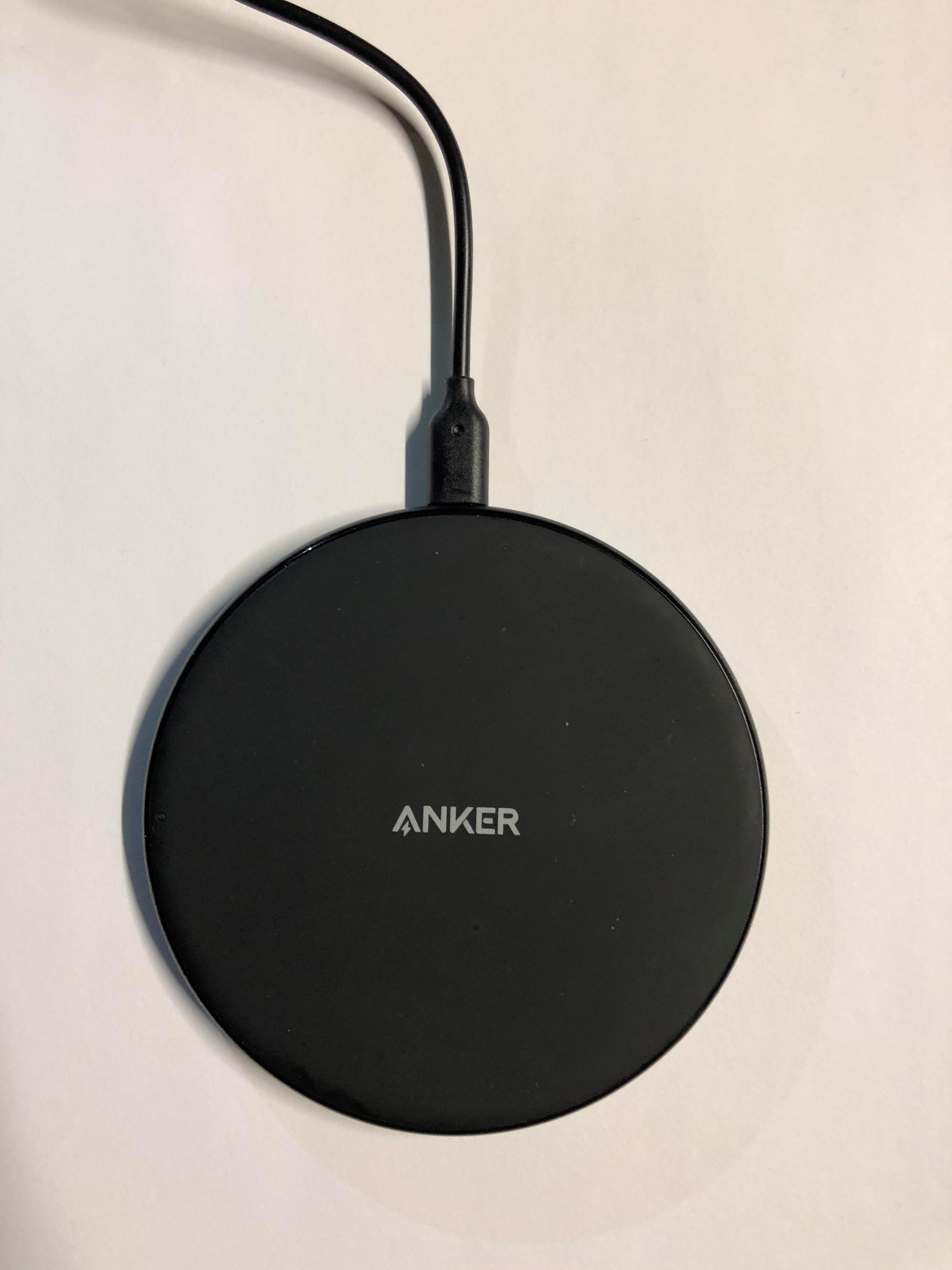
Qt 표준을 지원하는 충전기에 사용되는 무선 충전 패드

무선 충전(無線充電, 영어: Inductive charging)이란 기존의 전선으로 전력을 전송하여 기기를 충전하는 방식 대신 전력을 대기를 통해 무선으로 전송하여 기기를 충전하는 방식을 무선충전이라 한다.

## 무선충전 방식
무선충전 방식은 크게 3가지로 전자기유도 방식, 자기공명 방식, 전자기파 방식이 있다.

### 자기유도 방식
변압기의 1차 코일과 2차 코일간의 자기유도 현상을 이용하는 것으로 코일이 근접거리에 위치해야 가능한 방식이다. 그러나 자기장이 근접거리에서 코일에 공동으로 영향을 줄 수 있어야 하므로, 거리에 민감하다. 또한 Rx 코일의 위치 정합성에도 매우 민감한 문제를 가지고 있다.

### 자기공명 방식
수 MHz에서 수십 MHz 대역의 주파수를 사용하여 자기적 공명을 이루어 전력을 전송하는 기술. 전자기유도보다 먼 거리에서 전자기방사 보다는 더 높은 효율로 에너지를 전달할 수 있다. 최근 휴대전화 응용을 목적으로 삼성전자가 중심이 되어 인텔, 퀄컴등과 함께 A4WP라는 무선충전을 위한 협의회를 만들어 표준을 주도하려 하고 있다.

### 전자기파 방식
전자기파를 이용한 정보의 전송과 동일한 방식이지만 필요한 수준의 전력을 전송하기 위해서는 출력이 증가하여야 하며, 이 경우 전자기파에 의한 인체의 유해성 문제를 피하기 힘들다. 하지만 원거리 전송도 충분히 가능하기 때문에 개인 용도가 아닌 산업용에서 연구가 진행되고 있다.

## 표준

### WPC(Wireless Power Consortium)
인터페이스 정의, 성능 요구사항, 규정준수 3가지 시험을 통하여 전자기 유도방식의 외부 금속 물질에 의한 발열 등의 문제나 타 기관과의 호환성 문제를 해결한다. 현재의 표준은 전자기 방식이지만 자기공진 방식 또한 표준화가 이루어질 예정이다.

### 국내
- 한국정보통신기술협회(TTA : Telecommunications Technology Association) 산하에 있는 세 개의 프로젝트 그룹에서 근거리 무선전력전송 기술에 대한 표준화 활동을 수행하고 있다.

### 국외
- 미국

CEA가 다섯 개의 활동그룹을 만들어 수행하고 있다.
- 중국

CCSA(China communications standards association) TC9에서도 자기 유도 방식에 대한 인터페이스의 안정성, 충전효율, 충전방식, 충전을 위한 통신 및 주파수 규제에 대한 연구를 수행하고 있다.

## 보안
기기 사용자에 대한 위조나 변조를 통해 충전비용이나 악성코드 등을 통해 악용할 여지가 있다.

### 충전비용
가정의 경우 가정 내 사용에 대한 정당한 인증이 이루어지지만, 외부 장소에서 충전 시 인증에 대한 위조가 가능하며, 그에 따른 충전 비용의 악용이 발생할 여지가 있다.

### 악성코드
무선충전 시 악성코드의 삽입을 통한 디바이스의 공격이 가능하여 기기간의 도청, 가로채기, 프라이버시 등의 위협 요소가 존재한다.

## 시장 동향 및 전망
무선충전 기술이 휴대폰에 적용되면서부터 시장에서 주목을 받고 있다. 2012년부터 휴대폰 적용을 위한 제품이 개발되며 시장이 형성되었고, 2014년 이후 급격한 증가가 나타날 것으로 예측. 이를 통해 향후 10년간 74.1% 이상의 성장이 예상되고 있다.

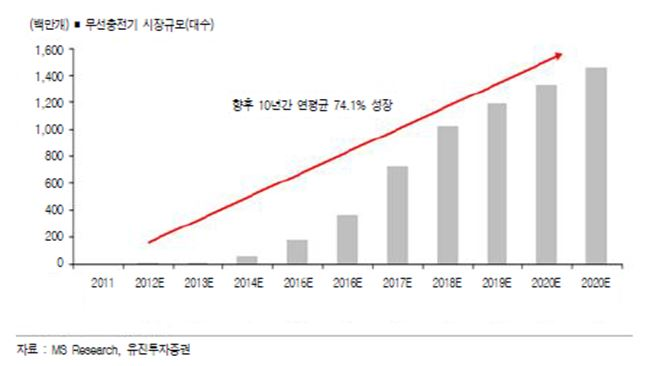
무선충전기 시장 증가 예측(신효순, 2014)

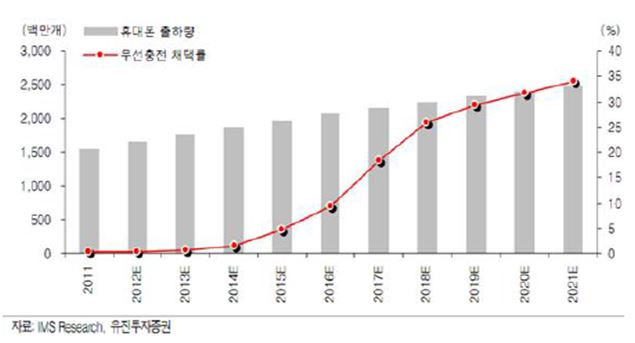
휴대폰 출하량 예측 및 무선충전 채택률(신효순, 2014)

## 같이 보기
- 충전소
- 워든클라이프 탑
- 무선 전력 전송

## 참고 문헌
1. 정진수, 한운기. 2015. “무선충전 전기자동차의 국내·외 표준 및 기술 동향 분석”. 「전기의 세계」, 64권, 4호, PP.18-23.
2. 문용기. 2013. “전기자동차용 무선전력전송 기술 동향”. 「전력전자학회지」, 18권, 4호,  PP.40-45.
3. 신효순. 2014. “무선충전 기술현황 및 전망”. 「조명.전기설비」, 28권, 3호, PP.49-56.
4. 전양배. 2011. “무선충전식 전기자동차의 EMI 및 EMF 개발 사례”. 「TTA Journal」, 138권, PP.57-62.
5. 이철기, 이우기. 2013. “특허 선행기술 동향 및 서비스 전략: 스마트폰 무선충전기술 중심으로”. 「정보기술아키텍처연구」, 10권, 1호, PP.63-70.
6. 박영진. 2013. “모바일 기기 무선충전 시스템의 동향”. 「전력전자학회지」, 18권, 4호 PP.29-33.
7. 이소연. 2014. “전기차 충전을 위한 모선통신 표준화 현황”. 「오토저널」, 36권, 8호, PP.70-73.
8. 전양배. 2014. “자기공진 형상화 기술이 적용된 무선 충전 전기자동차의 EMI 및 EMF 차폐”.  충북대학교 석사학위논문.
9. 김진, 고경일. 2014. “무선전력 전송과 충전: 기술, 시장, 기회”. 「한국경영컨설팅연구」, 14권, 1호, PP.101-117.
10. 이상곤, 김재명. 2014. “유도방식 무선충전기용 송수신 장치간 정렬상태 검출기법”. 「통신위성·우주산업연구회논문지」, 9권, 1호, PP.90-96.
11. 조상호 외. 2013. “모바일용 무선충전기술 개발 동향”. 「전력전자학술대회 논문집」, 2013-7호, PP.96-97.
12. 임지훈 외. 2013. “자기유도를 이용한 배터리 충전 시스템”. 「한국정보통신학회논문지」, 17권, 10호, PP.2239-2244.
13. 원윤재, 임승옥. 2013. “무선전력전송 국제표준 미 산업 기술 동향”. 「정보와 통신」, 30권, 11호, PP.52-59.
14. 이종민 외. 2010. “스마트 그리드 전기자동차를 위한 자기장 통신 시스템 구현 연구”. 「한국통신학회논문지」, 35권, 9호, PP.1381-1389.
15. 유영복. 2015. “무선충전기-2015년 본격 성장세가 예상”. 「KISTI MARKET REPORT」
16. 이근호. 2013. “M2M에서 무선충전 시스템의 보안 위협 = A Security Threats in Wireless Charger System in M2M”. 「한국융합학회논문지」, 4권, 1호, PP.27-31.
17. 한군희‧임용건‧이근호. 2011. “V2G 기술을 이용한 차량통신상의 사용자 인증 보안 = V2G technology, communications with the vehicle on the user authentication security.” 「중소기업정보기술융합회 논문지」, 1권, 1호, PP.75-78.
18. 김선희‧이승준‧황규성. 2012. “무선 충전을 위한 에너지 전송 기술 및 통신 기술 분석” 「한국멀티미디어학회지」, 16권, 3호, PP.8-16.
19. 김진‧고경일. 2014. “무선전력 전송과 충전: 기술, 시장, 기회 = Wireless Power Transfer and Charging : Technology, Market and Opportunity” 「경영컨설팅연구」, 14권, 1호, PP.101-117.
20. 이근호. 2014. “무선충전에서 보안요구사항에 관한 연구 = A Study of Security Requirement in Wireless Charging” 「한국융합학회 논문지」, 5권, 3호, PP.23-27.
21. 장병준. 2012. “휴대용 IT 기기를 위한 WPC 무선 충전 표준(Qi) 소개” 「전자파기술」, 23권, 6호, PP.32-37.
22. 장병준. 2010. “무선전력전송 기술동향 및 향후 전망” 「전력전자학회지」, 15권, 6호, PP.27-31.
23. 이명래‧강승열‧김용해‧전상훈‧정태형. 2010. “무선전력전송(Wireless Power Transfer) 기술의 개요” 「전기의 세계」, 59권, 1호, PP.34-43.
24. 장원호. 2013. “Mobile Device용 무선전력전송 시스템의 표준화 동향” 「전력전자학회지」, 18권, 4호, PP.34-39.
25. 문연국‧강신재‧김계환‧원윤재‧임승옥‧김석기. 2011. “Mobile용 무선전력전송 기술동향 및 구현사례” 「전자공학회지」, 38권, 10 , PP.26-34.
26. Hori, Yoichi. 2010. “Future vehicle society based on electric motor, capacitor and wireless power supply”, International Power Electronics Conference, PP.2930-2934.
27. Fleming, B. 2013. “Smarter cars: Incredible infotainment, wireless device charging, satellite-based road taxes, and better EV batteries”. IEEE Vehicular Technology Magazine, Volume 8, Issue 2, PP.5-13.
28. Olvitz, L. etc. 2012. “Wireless power transfer for mobile phone charging device”. MIPRO 2012 - 35th International Convention on Information and Communication Technology, Electronics and Microelectronics, PP.141-145.
29. Ranum, B.T. etc. 2014. “Development of wireless power transfer receiver for mobile device charging”. ICPERE 2014: 2nd IEEE Conference on Power Engineering and Renewable Energy 2014, PP.48-51.
30. Waffenschmidt, E.. 2011. “Wireless power for mobile devices”. INTELEC.